# 鲁道利
鲁道利（Rudauli），是印度北方邦Faizabad县的一个城镇。总人口36804（2001年）。

## 人口
该地2001年总人口36804人，其中男性18978人，女性17826人；0—6岁人口6280人，其中男3148人，女3132人；识字率46.94%，其中男性为53.02%，女性为40.46%。